# أليسيا سميث
أليسيا سميث (13 مارس 1984 بكيب تاون في جنوب أفريقيا - ) (بالإنجليزية: Alicia Smith)‏ هي لاعبة كريكت جنوب أفريقية.

## وصلات خارجية
- أليسيا سميث على موقع إي آس بي آن كريك إنفو (الإنجليزية)